# Lepidochitona semilirata
Lepidochitona semilirata är en blötdjursart som först beskrevs av Berry 1927.  Lepidochitona semilirata ingår i släktet Lepidochitona och familjen Ischnochitonidae. Inga underarter finns listade i Catalogue of Life.